# Оксиды аминов
Оксиды аминов (N-оксиды) — производные третичных (в том числе и гетероароматических) аминов общей формулы R3N+—O-. К N-оксидам также относят аналогичные производные первичных и вторичных аминов. N-оксиды иминов называют нитронами.
Оксиды третичных аминов — стабильные вещества, низшие N-оксиды растворимы в воде и ограничено растворимы в неполярных растворителях. Оксиды первичных и вторичных аминов нестабильны и перегруппировываются in situ в гидроксиламины.

## Реакционная способность
Связь N+—O− в N-оксидах диполярна с существенно повышенной электронной плотностью на атоме кислорода, являющегося нуклеофильным центром.
Так, N-оксиды протонируются, образуя кристаллические соли с сильными кислотами, однако являются более слабыми основаниями, чем исходные амины. 
N-оксиды алкилируются с образованием солей тетразамещенного гидроксиаммония, разлагающихся в водной щелочи с образованием альдегидов и третичных аминов:
R3N+-O− + PhCH2X {\displaystyle \to } R3N+-OCH2Ph X−
R3N+-OCH2Ph + OH− {\displaystyle \to } R3N + PhCHO + X−
Ацилирование алифатических N-оксидов приводит к нестабильным O-ацилпроизводным, которые, как и O-алкилпроизводные, разлагаются с образованием альдегида и замещенного ацетамида:
(CH3)3N+-O− + (CH3CO)2O {\displaystyle \to } (CH3)3N+-OCOCH3 CH3COO−
(CH3)3N+-OCOCH3 CH3COO− {\displaystyle \to } CH3CON(CH3)2 + CH2O + CH3COOH
Эта реакция с последующим проведением гидролизом ацетамида используется в качестве метода деметилирования метиламинов (реакция Полоновского):
N-оксиды третичных аминов, в алкильных заместителях которых присутствует атом водорода в β-положении к N-оксидному азоту, при нагревании разлагаются с образованием алкенов и гидроксиламинов. Реакция используется для синтеза алкенов из третичных аминов, N-оксиды которых зачастую синтезируют in situ и, не очищая, подвергают термическому разложению (элиминирование по Коупу):
При нагревании в растворе щелочи или при фотолизе N-оксиды третичных аминов перегруппировываются в O-замещенные гидроксиламины (реакция Мейзенгеймера), обычно реакция протекает как 1,2-сдвиг:
В случае N-оксидов аллиламинов возможна 2,3-перегруппировка в O-аллилгидроксиламины:
При каталитическом гидрировании над никелем или палладием, а также под действием фосфинов N-оксиды восстанавливаются до исходных аминов.

## Синтез
Общий метод синтеза N-оксидов — окисление третичных аминов перекисью водорода, реакцию в случае алифатических аминов проводят в нейтральной среде, в случае ароматических — в кислой:

## Нахождение в природе

Кокцинеллин

Триметиламиноксид образуется в организме человека из триметиламина, который, в свою очередь, является результатом переработки карнитина, холина, бетаина и лецитина кишечным микробиомом.
N-оксиды пергидроазафеналенов — кокцинеллин и конвергин входят в состав гемолимфы божьих коровок, при защитной реакции гемолимфа выделяется из отверстий около рта и в суставах ножек, чрезвычайно горький вкус этих соединений играет защитную роль.